# Meteorus citimus
Meteorus citimus är en stekelart som beskrevs av De Saeger 1946. Meteorus citimus ingår i släktet Meteorus och familjen bracksteklar. Inga underarter finns listade i Catalogue of Life.